# Core Rope Memory

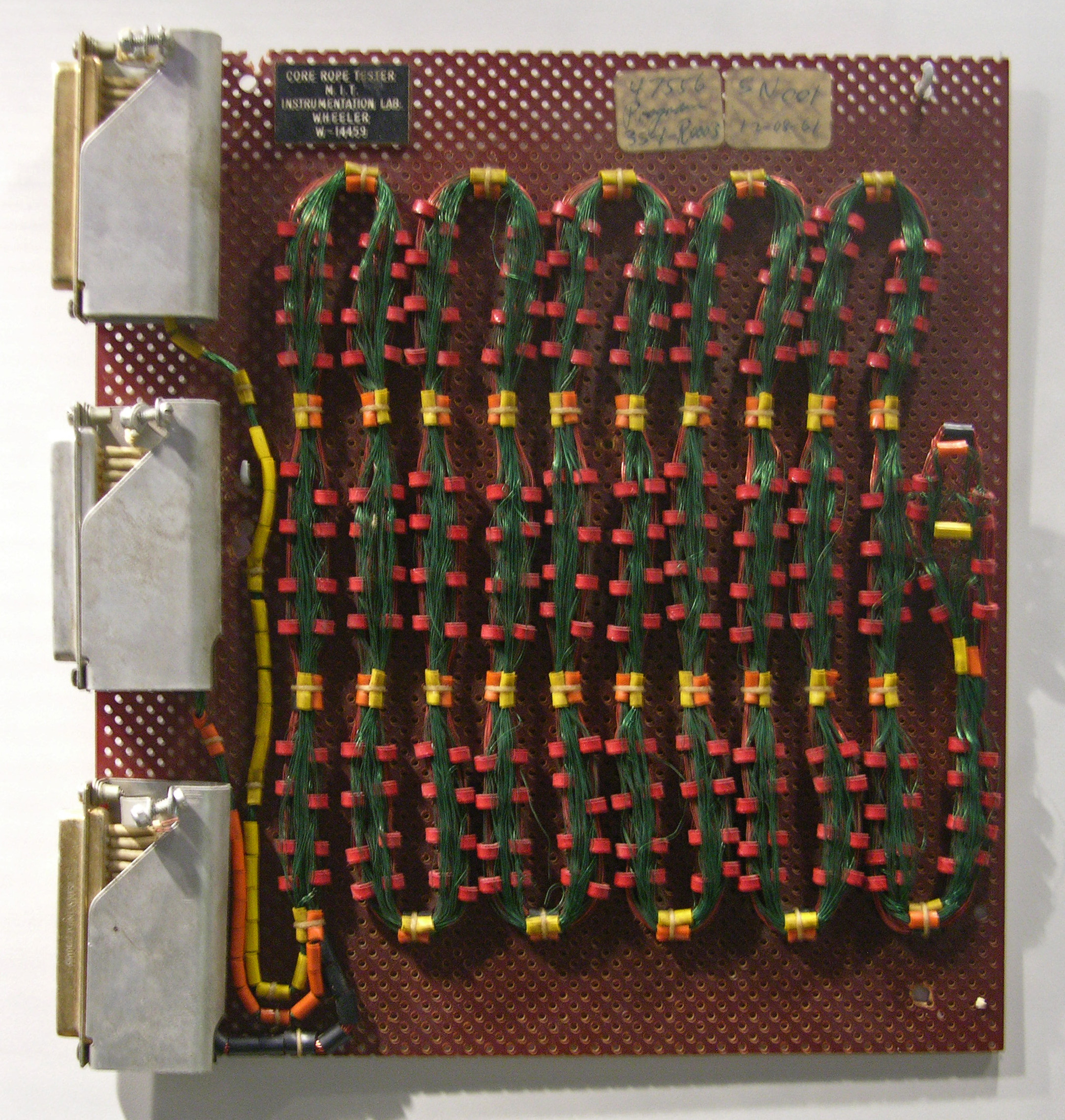
Muster eines Core rope memory aus dem Apollo-Programm.

Core rope memory, deutsch auch Fädelspeicher, ist eine Form von Nur-Lese-Speicher (Read-only memory, ROM) für Computer, der in den 1950er Jahren erfunden wurde und in den 1960er Jahren zuerst in den Computern der Sperry Rand Co., von frühen NASA-Raumsonden und dann im Apollo Guidance Computer (AGC) verwendet wurde. Der AGC wurde vom Massachusetts Institute of Technology (MIT) Instrumentation Lab entworfen, programmiert und von Raytheon und AC Electronics gebaut.
Im Gegensatz zu herkömmlichen Koinzidenzstrom-Magnetkernspeichern, die damals als Random Access Memory (RAM) verwendet wurden, werden die Ferritkerne in einem Core-rope-Speicher nur als Transformatoren verwendet. Das Signal von einem Wortleitungsdraht, der durch einen bestimmten Kern verläuft, wird mit dem Bitleitungsdraht gekoppelt und als binäre „Eins“ interpretiert, während ein Wortleitungsdraht, der den Kern umgeht, nicht mit dem Bitleitungsdraht gekoppelt und als „Null“ gelesen wird.
Software, die von MIT-Programmierern in Assembler geschrieben wurde, wurde von Arbeiterinnen in Fabriken in den Core-rope-Speicher eingewoben. Einige Programmierer nannten das fertige Produkt daher LOL-Speicher, für Little-Old-Lady-Speicher.

## Speicherdichte

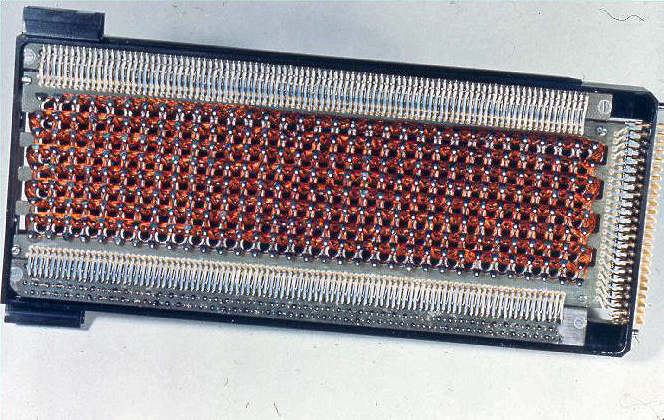
Core rope memory aus dem Apollo Guidance Computer

Nach damaligen Maßstäben konnte eine relativ große Datenmenge in einem kleinen installierten Core-rope-Speicher gespeichert werden: 72 Kilobyte pro Kubikfuß oder etwa 2,5 Megabyte pro Kubikmeter. Das war etwa das 18-fache der Datenmenge pro Volumen (Speicherdichte) im Vergleich zum Standard-Lese-/Schreibkernspeicher: Der Block II Apollo Guidance Computer verwendete 36.864 Sechzehn-Bit-Wörter Core-rope-Speicher (in einem Volumen von einem Kubikfuß) und 4.096 Wörter Magnetkernspeicher (in einem Volumen von zwei Kubikfuß). 
| Speicher technologie | Daten pro Kubikfuß | Daten pro Kubikfuß | Daten pro Kubikmeter | Daten pro Kubikmeter |
| Speicher technologie | Bytes              | Bits               | Bytes                | Bits                 |
| -------------------- | ------------------ | ------------------ | -------------------- | -------------------- |
| Core rope ROM        | 72 KB              | 576 Kbit           | ≈ 2,5 MB             | ≈20 Mbit             |
| Magnetkern RAM       | 4 KB               | 32 Kbit            | ≈ 140 KB             | ≈ 1 Mbit             |